# Méneslies
Méneslies – miejscowość i gmina we Francji, w regionie Hauts-de-France, w departamencie Somma.
Według danych na rok 1990 gminę zamieszkiwało 327 osób, a gęstość zaludnienia wynosiła 81 osób/km² (wśród 2293 gmin Pikardii Méneslies plasuje się na 673. miejscu pod względem liczby ludności, natomiast pod względem powierzchni na miejscu 965.).